# William Edmondstoune Aytoun
William Edmondstoune Aytoun (21 juin 1813 - 4 août 1865) est un poète écossais, avocat de formation et professeur de rhétorique et de belles lettres à l'université d'Édimbourg. Il publie de la poésie, de la traduction, de la fiction en prose, de la critique et de la satire et collabore toute sa vie au périodique littéraire d'Édimbourg Blackwood's Magazine. Il est aussi un collectionneur de ballades écossaises.
Au début des années 1850, le professeur Aytoun soutient la jeune Association nationale pour la revendication des droits écossais. Son héritage distinctif en tant qu'enseignant l'amène à être appelé le «premier professeur moderne de littérature anglaise» .

## Jeunesse et éducation

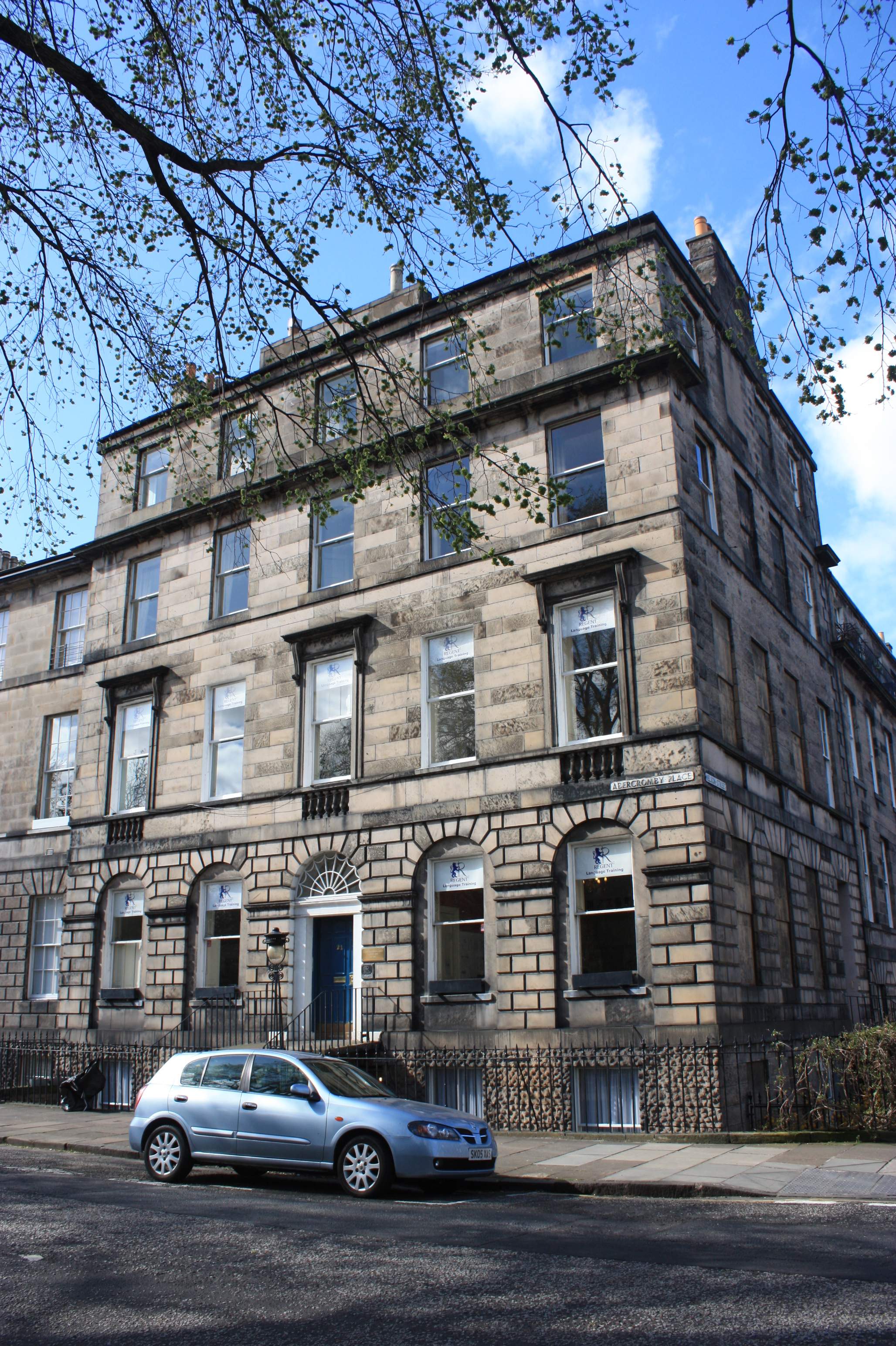
21 Abercromby Place, Édimbourg, lieu de naissance de William Edmondstoune Aytoun

William Aytoun est né au 21 Abercromby Place dans la nouvelle ville d'Édimbourg, fils unique de Joan Keir (1771–1861) et de Roger Aytoun WS (1769–1843), directeur de la chancellerie d'Écosse. Ses parents sont tous deux épiscopaliens . À sa mère, une femme de culture, il doit son penchant précoce pour la littérature (notamment la poésie de ballade), ses sympathies politiques et son admiration pour la maison Stuart. Il compte également le poète Sir Robert Aytoun (mort en 1638) parmi ses ancêtres .
À l'âge de onze ans, William est envoyé à l'Académie d'Édimbourg, puis entre à l'université d'Édimbourg .

## Voyages et écrits
William Aytoun publie son premier livre, Poland, Homer, and other Poems, en 1832, à l'âge de 19 ans. Cet ouvrage exprime une fervente préoccupation pour la cause de la Pologne.
En 1833, il se rend à Londres où il passe quelques mois à étudier le droit, mais décide en septembre de la même année de se rendre à Aschaffenbourg où il étudie l'allemand. Pendant son séjour en Allemagne, il fait une traduction en vers blanc de la première partie du Faust de Goethe, mais il n'est jamais publié, devancé par d'autres traductions. Il reste en Allemagne jusqu'en avril 1834 .
De retour en Écosse, Aytoun reprend ses études de droit dans le cabinet de son père. Il est admis comme écrivain à la chevalière en 1835, et cinq ans plus tard certifié avocat écossais. De son propre aveu, bien qu'il ait suivi la loi, il n'a jamais pu la « dépasser. »
Aytoun contribue au périodique littéraire d'Édimbourg Blackwood's Magazine, à partir de 1836 avec l'acceptation par le magazine de ses traductions d'Uhland. En 1839, il rejoint le personnel de Blackwood's, une association qu'il maintient jusqu'à la fin de sa vie . Ses contributions au périodique comprennent des histoires humoristiques en prose, telles que The Glenmutchkin Railway, How I Became a Yeoman, et How I Stood for the Dreepdaily Burghs, un roman en partie autobiographique, Norman Sinclair, et le travail sur lequel sa réputation de poète est principalement basé, ses Lays of the Scottish Cavaliers (1848) .
Vers 1841, Aytoun fait la connaissance de Théodore Martin et, en association avec lui, écrit une série d'articles humoristiques sur les modes et les folies de l'époque, dans lesquels sont intercalés les vers devenus populaires par la suite sous le nom de Bon Gaultier Ballads (1855) .
Sa réputation de satiriste passionné est également démontrée par son poème dramatique Firmilian, a Spasmodique Tragedy, ou The Student of Badajoz (1854) sous le nom-de-plume de T. Percy Jones, une fausse tragédie dans laquelle il parodie les poèmes des poètes spasmodiques. Il est destiné à faire la satire d'un groupe de poètes et de critiques, dont George Gilfillan, Sydney Thompson Dobell, Philip James Bailey et Alexander Smith. Sa parodie joue un rôle décisif pour mettre fin à la vogue de ces œuvres.

## Nomination universitaire et affiliations politiques
En 1845, Aytoun est nommé professeur de rhétorique et de belles lettres à l'université d'Édimbourg. Ses conférences attirent un grand nombre d'étudiants, faisant passer la fréquentation de 30 à 150.
Ses services à l'appui du parti conservateur, en particulier pendant la lutte anti Corn Laws, reçoivent une reconnaissance officielle avec sa nomination en 1852 en tant que shérif des Orcades et des Shetland,  un poste qu'il occupe pendant 13 ans.
En 1853, Aytoun soutient l'Association nationale pour la revendication des droits écossais, partageant une tribune en tant que conférencier avec Lord Eglinton lors des deux réunions publiques déterminantes tenues au nom de l'Association cette année-là à Édimbourg et à Glasgow .
Ayntoun est initié à la franc-maçonnerie écossaise dans la loge Canongate Kilwinning, n ° 2, le 9 mars 1836. Il est maître de cette loge pour 1839 .

## Famille
William Aytoun est marié à Jane Emily Wilson, la fille du professeur John Wilson (Christopher North). Elle meurt en 1859 et il se remarie ensuite à Fearnie Jemima Kinnear, décédée en 1904. Il n'a pas d'enfants par l'une ou l'autre femme.
Il meurt chez lui, 16 Great Stuart Street sur le Moray Estate, le 4 août 1865 .
Il est enterré près du professeur Wilson dans la section sud du cimetière Dean à Édimbourg.